# غواصی اسکوبا

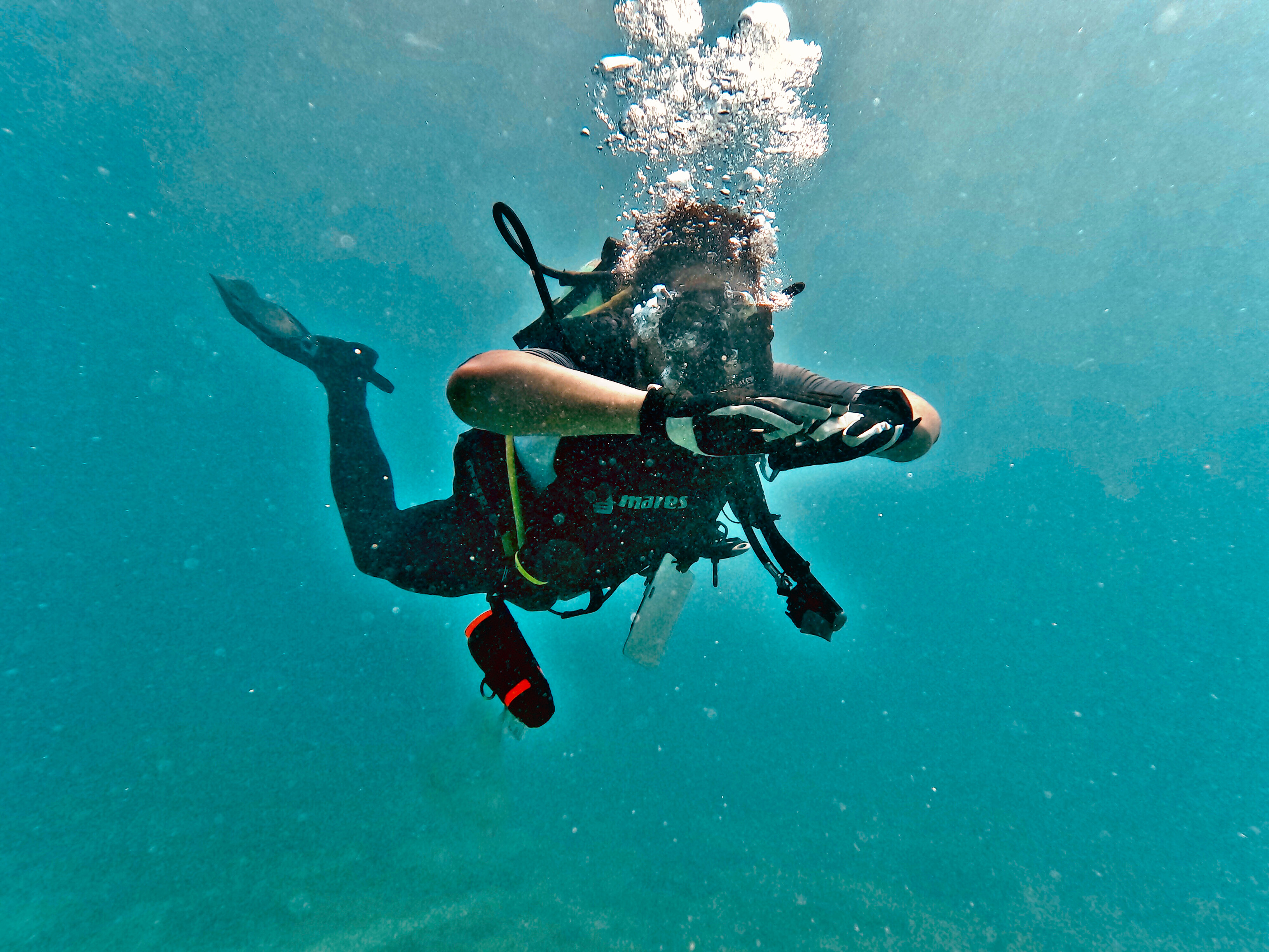
غواص اسکوبا

غواصی اسکوبا (SCUBA) نوعی از غواصی در زیر آب است که در آن، غواص با استفاده از مجموعه‌ای از وسایل که امکان تنفس در زیر آب را فراهم می‌آورد به تنفس در زیر آب و غواصی می‌پردازد. اسکوبا مخفف self-contained underwater breathing apparatus به معنی «دستگاه خودکفای تنفس زیر آب» است.
بر خلاف غواصی اولیه، که بر حبس نفس یا تنفس هوای پمپ شده از سطح تکیه می‌کرد، سیلندر غواصی اسکوبا با گاز تنفسی (معمولاً هوای فشرده) پر شده‌است و اجازه می‌دهد تا غواص آزادی بیشتری در حرکت زیر آب در مقایسه با هوای تغذیه شده از سطح داشته باشد. همچنین در مقایسه با دیگر تکنیک‌های غواصی مانند حبس نفس و غواصی آزاد بسیار آسان‌تر است. نسبت به هدف از غواصی، معمولاً حرکت غواص در زیر آب توسط باله‌های شنا که به پا متصل شده‌است انجام می‌پذیرد اما از نیروهای محرکه دیگر نیز مانند وسایل نقلیه زیر آب یا کشیدن غواص از سطح نیز استفاده می‌شود.

## تاریخچه

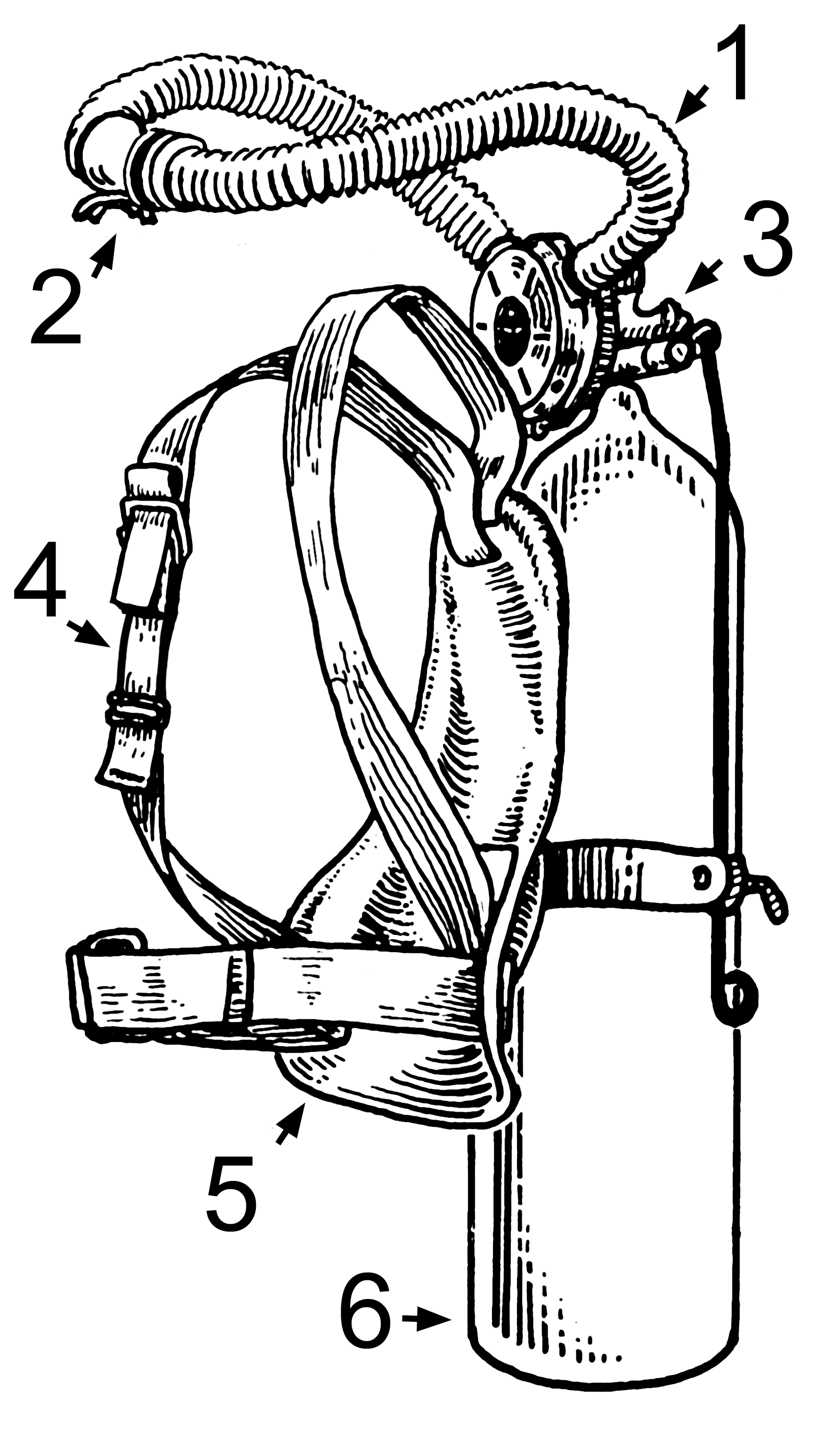
آبشش مصنوعی - دستگاه اسکوبا شامل ۱شلنگ هوا ۲ قطعه دهانی ۳رگلاتور ۴زین ۵پشتی ۶ سیلندر

اولین مجموعه موفقیت‌آمیز دستگاه تنفس زیر آب مدار باز توسط امیل گوگنان و ژاک ایو کوستو، که در آن گاز فشرده (معمولاً هوا) ذخیره و پس از استنشاق بازدم غواص در آب تخلیه می‌شد ساخته و توسعه یافت.
با این حال، رگلاتورهای غواصی امروزی ریشه در استرالیا و دستان تد الدرد که اولین رگولاتور دهانی معروف به بالن یا نهنگ دندان دار را ساخت دارد.
این رگولاتور که به عنوان یک اختراع ثبت شد، دارای طراحی مانند رگلاتورهای امروزی با دو شلنگ ارائه دهنده هوای تنفسی و شیر تقاضا که هوای تنفسی را فقط به هنگام دم و مکش تنفسی به غواص ارائه می‌نمود بود.

## ریشه‌شناسی
اصطلاح «اسکوبا» (مخفف کلمات self-contained underwater breathing apparatus) به وجود آمده در دوران جنگ جهانی دوم است که در اصل در ایالات متحده توسط دکتر کریستین لامبرسین به مردان غورباقه‌ای که با سیستم تنفس زیر آبی به جنگ در زیر آب می‌پرداختند گفته شده‌است.
امروزه کلمه «اسکوبا» به عنوان یک واژه در دنیای «غواصی» پذیرفته شده‌است و اشاره به «دستگاه غواصی» یا نمودهای کلی از تجهیزات غواصی دارد.

## انواع غواصی

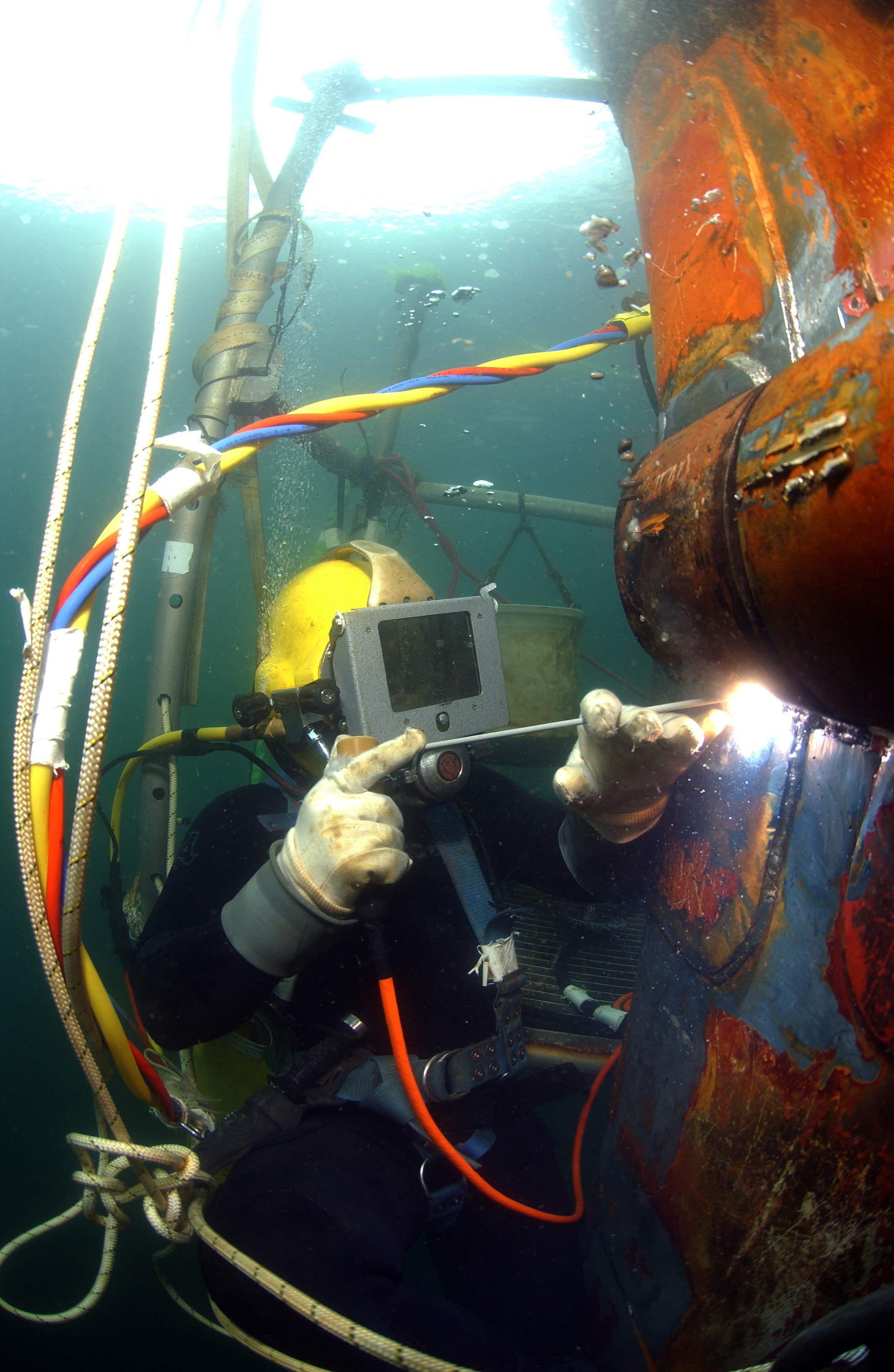
یک غواص صنعتی در حال انجام جوشکاری زیر آب

غواصی ممکن است به دلایل گوناگونی انجام شود، شخصی یا حرفه‌ای. اکثر مردم غواصی را از طریق غواصی تفریحی شروع می‌کنند که صرفاً برای لذت بردن انجام می‌شود و دارای تعداد زیادی از رشته‌های فنی متمایز برای افزایش بهره‌وری زیر آب است. مانند غواصی در غار، غواصی در کشتی‌های غرق شده و غواصی در آب‌های یخ زده.
غواصان ممکن است به انجام وظایف حرفه‌ای زیر آب نیز بپردازند. بسیاری از غواصان صنعتی برای انجام کارهای تجاری استخدام شده و به انجام وظایف مربوط و به کار در آب‌های عمیق، از جمله مهندسی عمران و وظایفی دیگر ماننداکتشاف نفت، جوشکاری زیر آب یا ساخت و نگهداری از سازه‌های دریایی بپردازند.
بسیاری از دیگر غواصان نیز برای انجام وظایفی در رابطه با فعالیت‌های دریایی دیگر مانند غواصان نیروی دریایی یا تعمیر و بازرسی قایق‌ها و کشتی‌ها و نجات کشتی‌های غرق شده مشغول می‌شوند.
تعداد بسیاری از غواصان نیز به کارهای تمام وقت یا پاره وقت در جوامع غواصی تفریحی به عنوان مربی، دستیارمربی، دایومستر یا راهنماهای غواصی می‌پردازند. اختلاف نظرهائی در میان است که به پرسنل غواصی تفریحی «حرفه‌ای» نمی‌گویند. [نیازمند منبع] و توسط دیگران به سخره گرفته شده‌اند.[نیازمند منبع]
اما معنای لغوی واژه حرفه‌ای به معنای آنست که شخص از آن شغل یا حرفه درآمدی کسب نماید که در بسیاری از موارد درآمد کسب شده در غواصی‌های تفریحی که بخشی از صنعت گردشگری را به خود اختصاص داده‌است، بسیار بیشتر از غواصی‌های صنعتی بوده و خطرهای تهدیدکننده آن نیز به مراتب کمتر از غواصی‌های صنعتی می‌نماید.
همچنین در بسیاری از حوزه‌های قضایی غواص حرفه‌ای اشاره خاص به غواصی دارد که مسئولیت سلامت و امنیت مشتریان، آموزش غواصان تفریحی، رهبری غواصی را برای کسب درآمد انجام داده و توسط قوانین ملی کشورها به رسمیت شناخته شده‌است.
زمینه‌های تخصصی دیگر از غواصی نیز شامل غواصی نظامی یا انجام وظایف نظامی در غالب مردان قورباغه‌ای تعریف می‌گردند. برخی از این وظایف می‌تواند شامل نقش آفرینی در مبارزه مستقیم، نفوذ به پشت خطوط دشمن، قرار دادن مین‌های دریائی یا استفاده از اژدرهای سرنشین دار برای پرتاب بمب‌های زیر آبی یا انجام عملیات مهندسی گردد.
در عملیات‌های غیرنظامی، بسیاری از نیروهای پلیس نیز برای انجام جستجو و بازیابی یا نجات و کمک به تشخیص جرم و جنایت که ممکن است در آب اتفاق افتاده‌است باشد. در برخی از موارد نیز ممکن است غواصان از اعضای تیم نجات آتش‌نشانی یا خدمات پیراپزشکی یا واحد نجات غریق باشند، و ممکن است به عنوان غواصی خدمات عمومی طبقه‌بندی شوند.
در نهایت، غواصان حرفه‌ای درگیر در عملیاتهای گوناگون زیر آبی مانند عکاسی یا فیلمبرداری زیر آب که مجموعه‌ای از مستندهای دنیای زیر آب یا غواصی علمی از جمله زیست‌شناسی دریایی، زمین‌شناسی، آب‌شناسی، اقیانوس‌شناسی و باستان‌شناسی زیر آب وجود دارد که همه آن‌ها حرفه‌ای محسوب می‌گردند.

## تنفس زیر آب
آب به‌طور معمول حاوی اکسیژن حل شده‌است که از آن ماهی‌ها و دیگر جانوران آبزی تمامی اکسیژن مورد نیاز خود را با جریان آبی که از آبشش‌ها عبور می‌کند استخراج می‌نمایند. انسان فاقد آبشش بوده و از همین رو بدون کمک دستگاه‌های خارجی قابلیت باقی‌ماندن در زیر اب را ندارد.
اگر چه امکان پر کردن مصنوعی ریه‌ها با یک مایع (تنفس مایع) برای برخی از موارد امکان‌پذیر است اما اندازه و پیچیدگی تجهیزات آن اجازه نمی‌دهد تا کاربرد عمومی داشته باشد و فقط برای کاربردهای پزشکی با تکنولوژی کنونی است.
آزمایشگران در غواصی‌های اولیه به سرعت کشف کردند که تأمین هوا از سطح و تنفس آن در زیر آب به راحتی امکان‌پذیر نیست. زیرا علاوه بر فشار طبیعی اتمسفر، فشار آب نیز بر روی قفسه سینه و ریه‌های غواص یک اتمسفر (۱۴٫۷ پوند بر اینچ مربع) برای هر ۳۳ فوت (۱۰ متر) عمق افزوده می‌گردد؛ بنابراین فشار هوای تنفسی باید تقریباً با فشار محیط اطراف یکی بوده تا ریه‌ها بتوانند به استنشاق هوا بپردازند. به‌طور کلی تنفس از طریق یک لوله که سه فوت آن زیر آب است دشوار یا غیرقابل انجام می‌شود.
اما امروزه با ارائه گاز تنفسی با فشار محیط اطراف توسط رگلاتورهای مدرن، غواص می‌تواند به‌طور طبیعی و عملاً بدون زحمت و بدون در نظر گرفتن عمق به تنفس طبیعی خود ادامه دهد.

### رگلاتور مدار باز

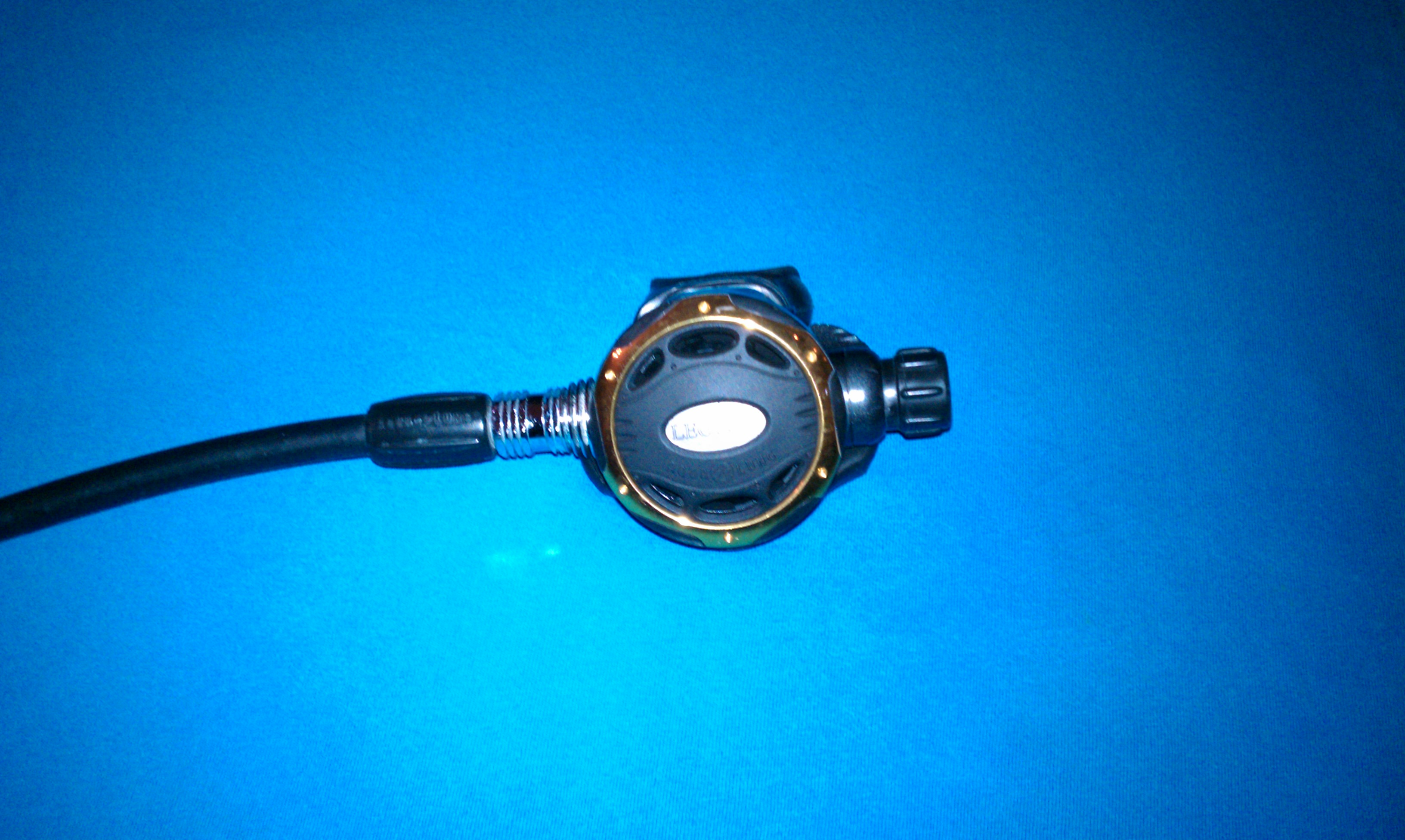
رگلاتور آکوالانگ مدل لگاسی

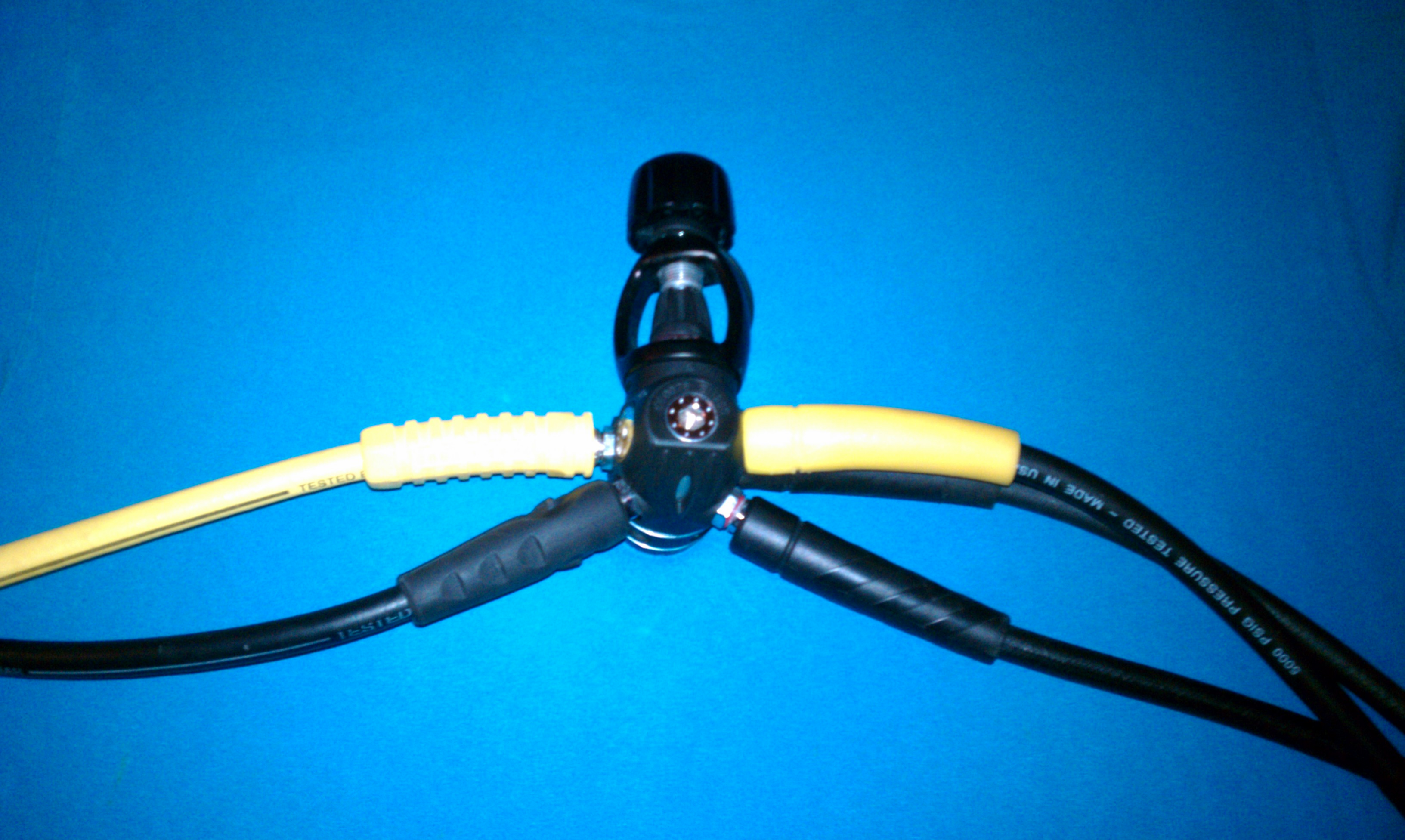
مرحله اول رگلاتور آکوالانگ

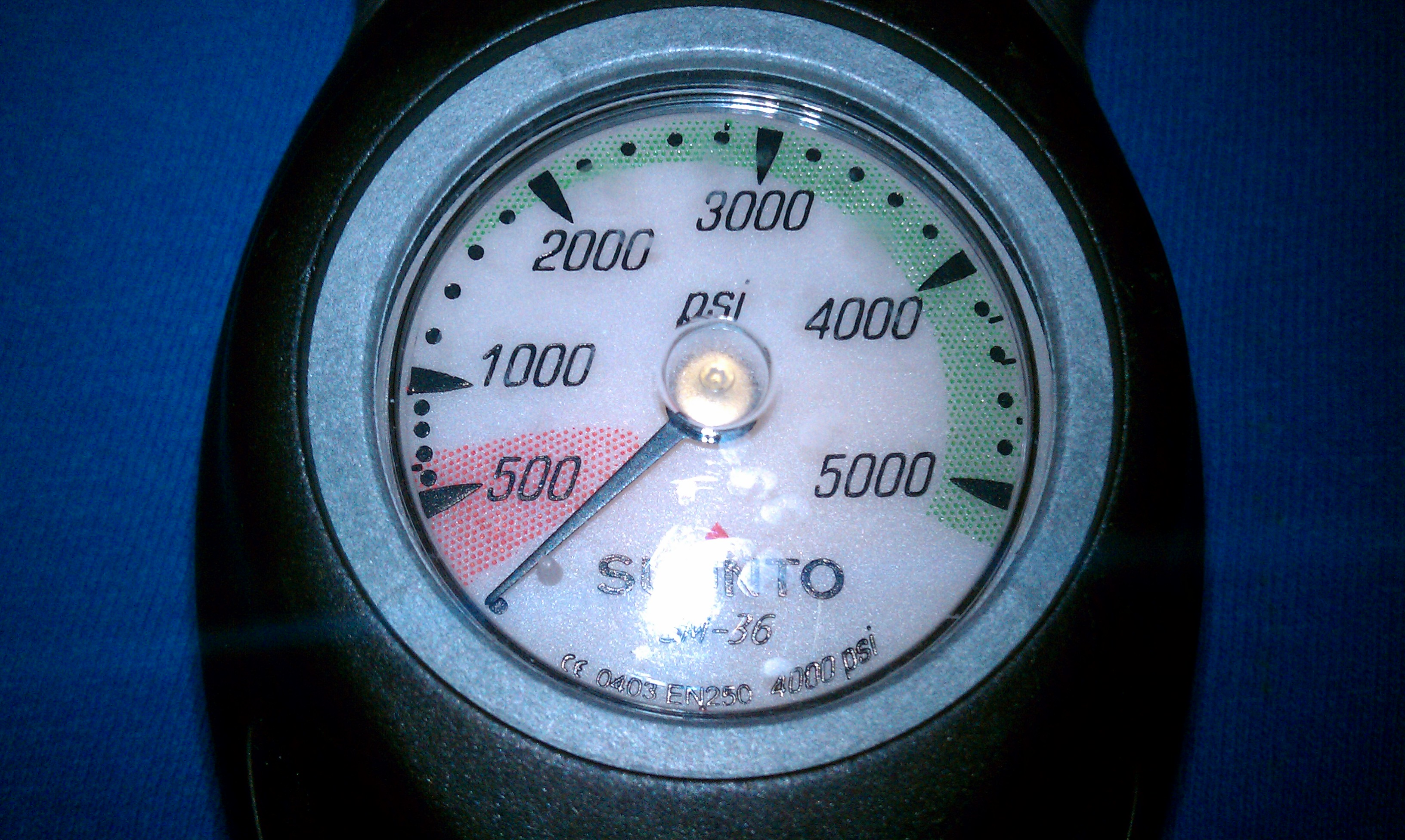
فشارسنج سونتو

شایع‌ترین مجموعه تجهیزات غواصی، اسکوبای «تک شلنگ» مدار باز با رگلاتور ۲ مرحله‌ای و یک سیلندر گاز تنفسی تحت فشار است که مرحله اول آن بر روی سیلندر ثابت شده و مرحله دوم آن در دهان غواص قرار می‌گیرد.
به این ترتیب تفاوت بین رگلاتور اصلی طراحی شده توسط امیل گگنان و ژاک کوستو در ۱۹۴۲ " که به "رگلاتور شلنگ دوقلو" شناخته شده‌است آن است که در آن فشار سیلندر در فشار محیط در یک مرحله و در رگلاتورهای نوین در دو یا سه مرحله کاهش یافته که این سیستم دارای مزایای قابل توجهی و بیش از سیستم اصلی است.
در «شلنگ‌های تک» دو مرحله طراحی شده‌است، مرحله اول رگولاتور فشار سیلندر را که در حدود ۲۰۰ بار (3000 PSI) می‌باشد به فشار متوسط که حدود ۱۰ بار (145 PSI) بالاتر از فشار محیط است کاهش می‌دهد. در مرحله دوم که از طریق یک شلنگ فشار کم به مرحله متصل است، گاز تنفسی با فشار محیط به دهان و ریه‌های غواص ارائه می‌شود.
گازهای بازدم غواص نیز به‌طور مستقیم به محیط اطراف تخلیه می‌گردد. مرحله اول به‌طور معمول دارای حداقل یک خروجی گاز پر فشار متصل به سیلندر است که فشارسنج غواص یا حسگر کامپیوترهای غواصی به منظور نشان دادن میزان هوای موجود در سیلند به آن متصل می‌شود.

### دوباره تنفسگر

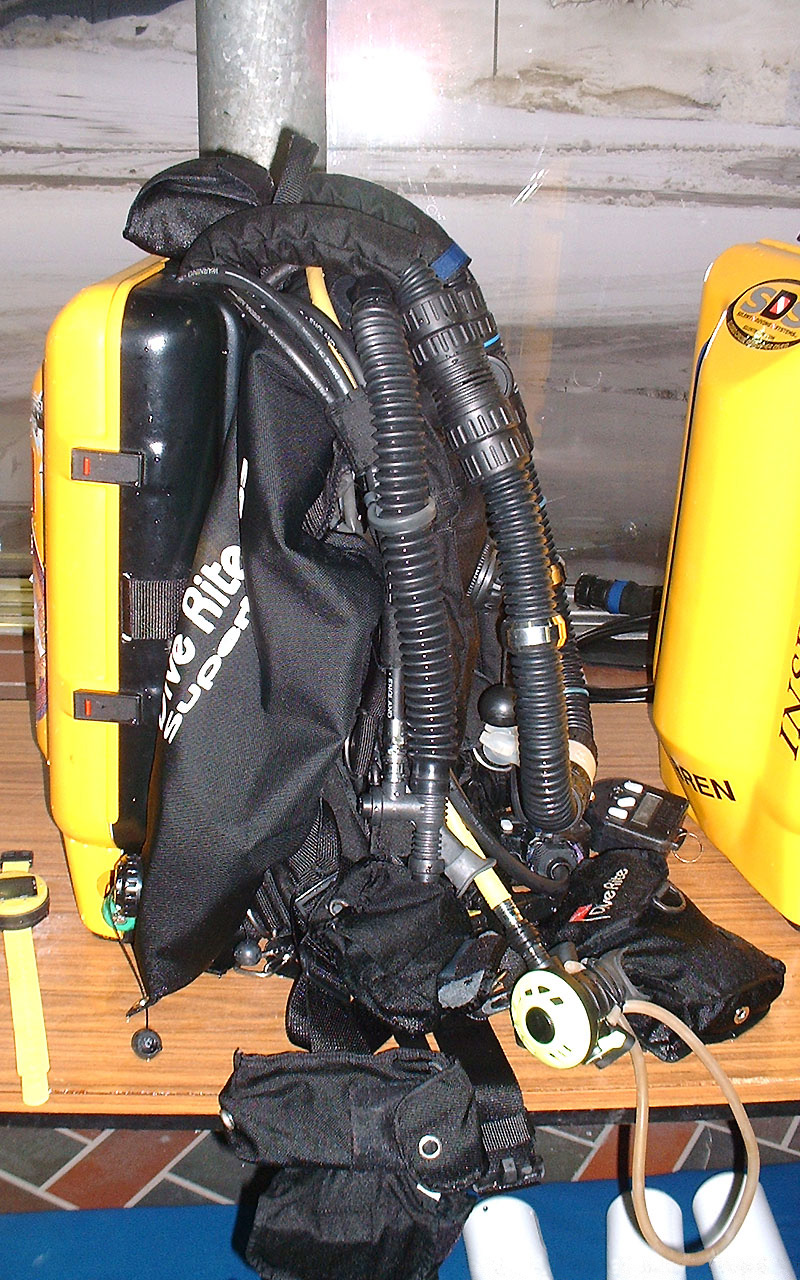
اینسپایریشن یک دوباره تنفسگر کامل

دوباره تنفسگرهای مدار بسته (CCR) و نیمه مدار بسته (SCR) بر خلاف مجموعه‌های مدار باز، گازهای بازدم غواص را پردازش مجدد نموده و برای استفاده مجدد از هر نفس، دی‌اکسید کربن آن را حذف و با اکسیژن جایگزین نموده تا بازدم توسط غواص استفاده گردد.
دوباره تنفسگرها حباب‌های بسیار کم یا هیچ گاز را در آب آزاد نمی‌کنند و غواص در هر ساعت به دلیل بازیافت هوای تنفسی خود، هوای کمتری را مصرف می‌نماید. این مزیت برای پژوهشها، موارد نظامی، عکاسی زیر آب و برنامه‌های کاربردی دیگر مورد استفاده فراوانی دارد.
اولین دوباره تنفسگرهای مدرن با سیستم الکترونیکی، نوع MK 19 اس ترون بود که توسط رالف اوستراوت توسعه یافت [نیازمند منبع] دوباره تنفسگرها بسیار پیچیده‌تر و گران‌قیمت تر از اسکوبای مدار باز هستند، و نیاز به آموزش‌های ویژه و نگهداری‌های خاص برای استفاده ایمن می‌باشند.
در یک سیستم دوباره تنفسگر مدار بسته فشار نسبی اکسیژن به صورت مستمر کنترل می‌شود، بنابراین می‌توان آن را به حداکثر میزان بی‌خطر کاهش داد یا فشار نسبی گاز بی‌اثری مانند هلیم را در مدار تنفسی افزایش داد.
بارگذاری گازی بی‌اثر مانند هلیم جذب نیتروژن را توسط بافت‌های بدن غواص کاهش داده و از تهدیدهای بیماری تراکم زدائی می‌کاهد. این امر مستلزم نظارت مستمر بر فشار واقعی و نیز فشار نسبی و نظارت بر حداکثر زمان مجاز برای اثربخشی واقعی و پردازش دقیق آن از سوی کامپیوتر غواصی است.
در آزمون‌های میدانی و در مقایسه با سیستم‌های غواصی دیگر ابتلا به بیماری تراکم زدائی در غواصانی که طولانی‌تر در زیر آب باقی می‌ماند با استفاده از سیستم‌های دوباره تنفسگر بسیار کاهش یافته‌است. همچنین دوباره تنفسگرها می‌توانند دارای یک جریان ثابت از مخلوط نایتروکس در مدار تنفسی گردند که بنابراین محاسبه میزان فشار نسبی اکسیژن و مدت زمان مجاز قرار گرفتن در معرض آن در طول غوص می‌بایست تحت کنترل و نظارت غواص قرار گیرد.
از آنجا که دوباره تنفسگرها حباب‌های بسیار کمی از خود پس می‌دهند برای زندگی موجودات مزاحمتی ایجاد نشده و استفاده از آن برای عکاسی در زیر آب، و برای کارهای پنهانی بسیار مفید است.

### گازهای مخلوط

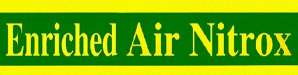
یک برچسب نشانگر محتویات سیلند

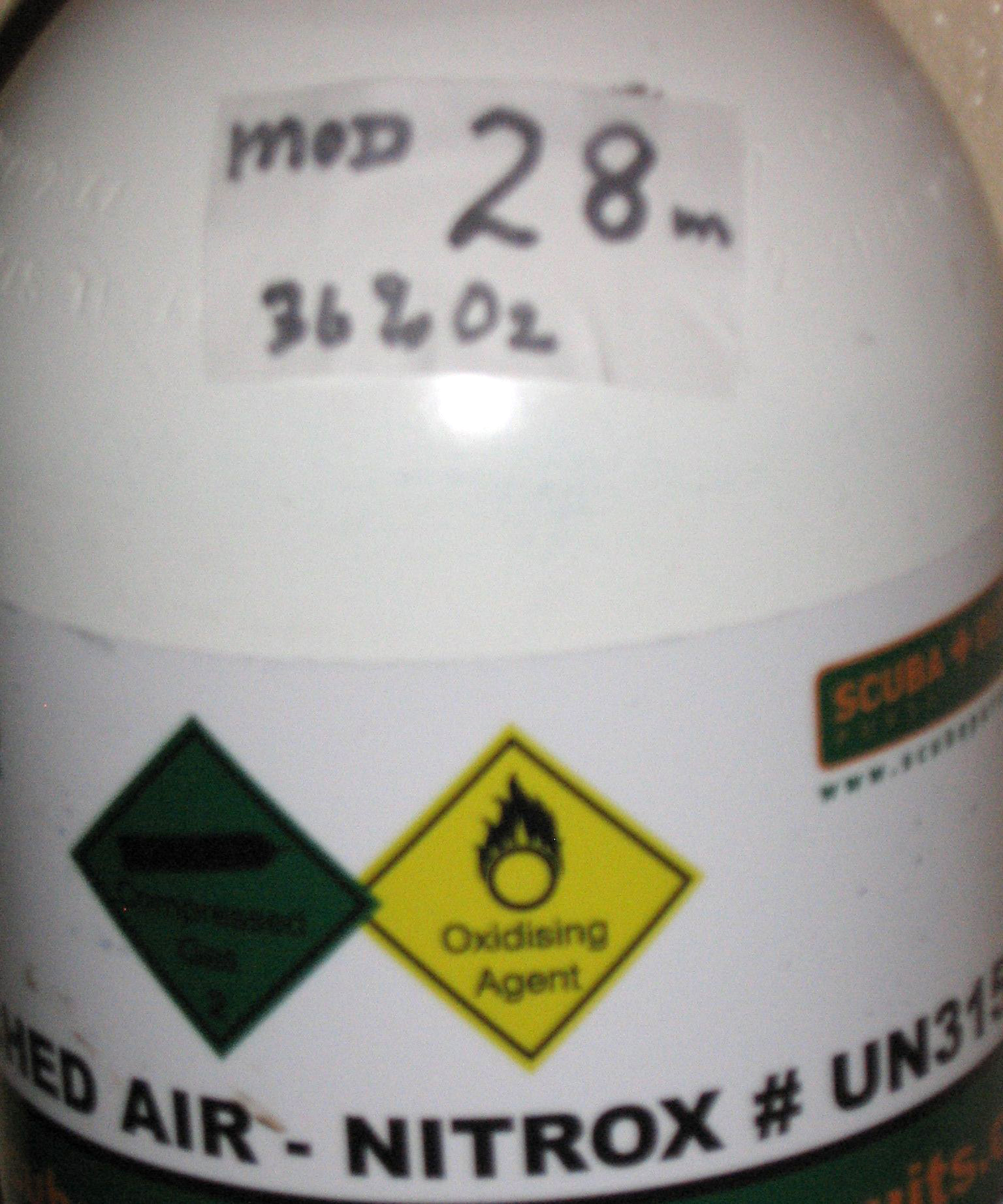
نشانگر محتویات نایتروکس نشاندهنده حداکثر عمق قابل دسترسی

در برخی از مخلوط‌های تنفسی غواصی، نسبت به هوای معمولی اتمسفر (۲۱ ٪ اکسیژن، نیتروژن ۷۸ ٪، ۱ ٪ گازهای کمیاب) را می‌توان تغییر داد که استفاده درست از آن‌ها را غواص باید آموزش دیده باشد.
شایع‌ترین مخلوط مورد استفاده نایتروکس است که به عنوان هوای غنی شده نیز شناخته می‌شود. هوای غنی شده تنفسی اغلب با ۳۲ ٪ یا ۳۶ ٪ اکسیژن ترکیب شده‌است و در نتیجه نیتروژن کمتری در اثر استنشاق این گاز جذب بدن غواص می‌گردد. در این صورت بیماری تراکم زدائی کاهش یافته و مدت زمان باقی‌ماندن در عمق را برای غواص افزایش می‌دهد.
یکی از اشتباهات رایج دربارهٔ نایتروکس این است که تنفس نایتروکس می‌تواند حالت بی‌حسی و خواب آلودگی یا بیماری نیتروژن نارکوسیس را کاهش دهد، اما تحقیقات نشان داده‌است که تنفس نایتروکس هیچ اثری بر این بیماری ندارد.
دیگر مخلوط‌های گازی متعددی نیز در حال استفاده می‌باشند و استفاده از همه آن‌ها نیاز به آموزش‌های تخصصی برای استفاده ایمن دارد. افزایش سطح اکسیژن در نایتروکس کمک به کاهش خطر ابتلا به بیماری تراکم زدائی نموده ولی با این حال از حداکثر عمق عملیاتی می‌کاهد زیرا افزایش فشار نسبی اکسیژن می‌تواند منجر به ابتلا به بیماری مسمومیت با اکسیژن گردد.
برای جایگزینی نیتروژن از رقیق‌کننده‌های دیگری نیز می‌توان استفاده کرد، معمولاً هلیم، که حاصل آن با هوای تنفسی تری میکس نامیده می‌شود بهترین انتخاب است و هنگامی که هلیم به‌طور کامل جایگزین نیتروژن گردد به آن مخلوط هلیوکس می‌گویند.
در غواصی فنی استفاده از تری میکس یا هلیوکس بسیار رایج است و ممکن است مخلوط‌های تنفسی مختلف برای مراحل مختلف غواصی استفاده شود.
استفاده از مخلوط‌های گازی مختلف ممکن است برای افزایش زمان باقی‌ماندن در عمق یا کاهش اثرهای گازهای دیگر یا کاهش زمان تراکم زدائی باشد.

## حرکت و دیدن زیر آب

### شکست نورو بینائی در زیر آب

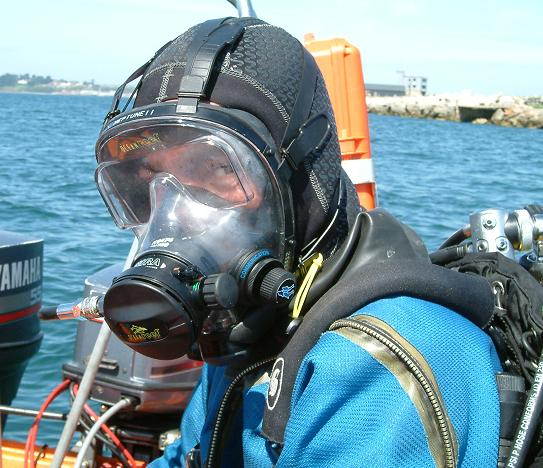
یک غواص مجهز به ماسک پوشاننده کامل صورت

آب دارای ضریب شکست بیشتری از هوا است که آن را مشابه قرنیه چشم می‌کند. نوری را که از آب وارد قرنیه می‌شود در تمام جهت‌ها شکسته و باعث عدم تمرکز چشم می‌گردد.
ماسک غواصی این مشکل را با ایجاد فضای هوا در مقابل چشمان غواص برطرف می‌نماید.
انکسار ایجاد شده در نور توسط آب نیز منجر به بزرگنمائی اشیاء می‌گردد و به نظر می‌رسد در حدود ۳۴ درصد اشیاء بزرگتر و ۲۵ ٪ نزدیکتر از آنی که در واقع هستند گردیده‌اند.
(این پدیده عکاسی در زیر آب را تحت تأثیر قرار می‌دهد: دیدگاه دوربین از طریق عدسی تحت تأثیر آب بوده و چشم کاربر از طریق ماسک غواصی فاصله ظاهری سوژه را به مراتب نزدیک تر از مکان حقیقی آن خواهد دید)
بنابر همین خاصیت، غواصانی که نیاز به لنزهای اصلاحی برای دیدن واضح در خارج از آب دارند ممکن است در زیر آب با پوشیدن ماسک نیازی به لنزهای خود نداشته باشند. اما برخی از ماسک‌ها قابلیت نصب لنزهای سفارشی را دارند.
تکاوران و مردان غورباقه‌ای که نگران آشکار شدن و اعلام موضع خود به دلیل بازتاب نور از سطح شیشه ماسک غواصی خود می‌باشند، به جای ماسک از لنزهای تماسی ویژه‌ای برای دیدن در زیر آب استفاده می‌کنند.
فشار هوای درون ماسک باید برای غواصی با فشار بیرونی ماسک یا آب‌های اطراف برابر گردد. عینک شنا برای غواصی مناسب نیست زیرا آن‌ها تنها چشم‌ها را پوشش داده و در نتیجه اجازه یکسان‌سازی فشار درون و بیرون را به غواص نمی‌دهد. عدم برابرسازی فشار درون ماسک ممکن است منجر به باراتروما بر چشم‌ها و صورت گردد.

### نور در زیر آب
آب طیف قرمز نور را جذب و به میزان قابل ملاحظه‌ای کاهش می‌دهد، به همین ترتیب بر رنگ زرد و سبز تأثیر داشته و کمترین تأثیر جذب را بر رنگ آبی دارد.
| رنگ     | میانگین طول موج | عمق جذب تقریبی |
| ------- | --------------- | -------------- |
| فرابنفش | 300 nm          | 25 m           |
| بنفش    | 400 nm          | 100 m          |
| آبی     | 475 nm          | 275 m          |
| سبز     | 525 nm          | 110 m          |
| زرد     | 575 nm          | 50 m           |
| نارنجی  | 600 nm          | 20 m           |
| سرخ     | 685 nm          | 5 m            |
| فروسرخ  | 800 nm          | 3 m            |

### کنترل شناوری در زیر آب
برای غواصی با خیال راحت، غواصان باید شناوری خود را در آب کنترل نمایند. برای تنظیم شناوری، تجهیزاتی مانند وسیله کنترل شناوری سیستم‌های توزین غواصی، لباس غواصی (لباس‌های مرطوب، خشک یا نیمه خشک، که بسته به درجه حرارت آب استفاده می‌شود) را می‌توان مورد استفاده قرار داد. برای قرار گرفتن در عمقی ثابت غواص باید شناوری خنثی داشته باشد. این حالت مصرف گاز تنفسی را به حداقل می‌رساند.
فشار رو به پایین بر غواص برابر با وزن غواص و تجهیزات او منهای وزن و حجم مایعی است که او و تجهیزات او جابجا کرده‌است. در صورتی که نتیجه منفی باشد شناوری مثبت است و چنانچه نتیجه مثبت باشد غواص شناوری منفی دارد. شناور بودن هر جسم در آب نیز توسط چگالی آب تحت تأثیر قرار می‌گیرد. چگالی آب شیرین حدود ۳ ٪ کمتر از آب شور است؛ بنابراین، غواصان که در آب شیرین شناوری (مثلاً یک دریاچه آب شیرین) شناوری خنثی دارند ممکن است در هنگام غواصی در آب‌های شور (مناطق استوایی) شناوری مثبت داشته باشند.
لباس‌های غواصی از مواد قابل تراکمی ساخته شده‌است که حجم بدن را به هنگام پائین رفتن کاهش می‌دهد و دوباره به هنگام بال آمدن به حالت اولیه بازمی‌گردد و باعث ایجاد تغییراتی در شناوری می‌شود. غواصی در محیط‌های مختلف نیز نیاز به تنظیم مقدار وزن برای دستیابی به خاصیت شناوری خنثی دارد.
یک غواص می‌تواند هوا را به درون لباس‌های خشک تزریق نموده و به مقابله با فشار و اثر فشرده سازی آن بپردازد. در این حالت شناوری افزایش یافته و برای جبران شناوری نیاز به داشتن وزنه‌های بیشتری خواهد داشت. همچنین غواصان در غواصی با اسکوبای مدار باز، می‌توانند با تغییر در حجم ریه به تنظیم شناوری بپردازند.

### حرکت در زیر آب
غواصی در زیر آب با حرکت همراه است. برای این کار ابزاری نیاز است تا تحرک را بهبود بخشد. غواصان در زیر آب حرکت خود را توسط باله‌های غواصی و گاهی وسایل نقلیه پیشرانشی افزایش می‌دهند.

## ارتباطات زیر آب

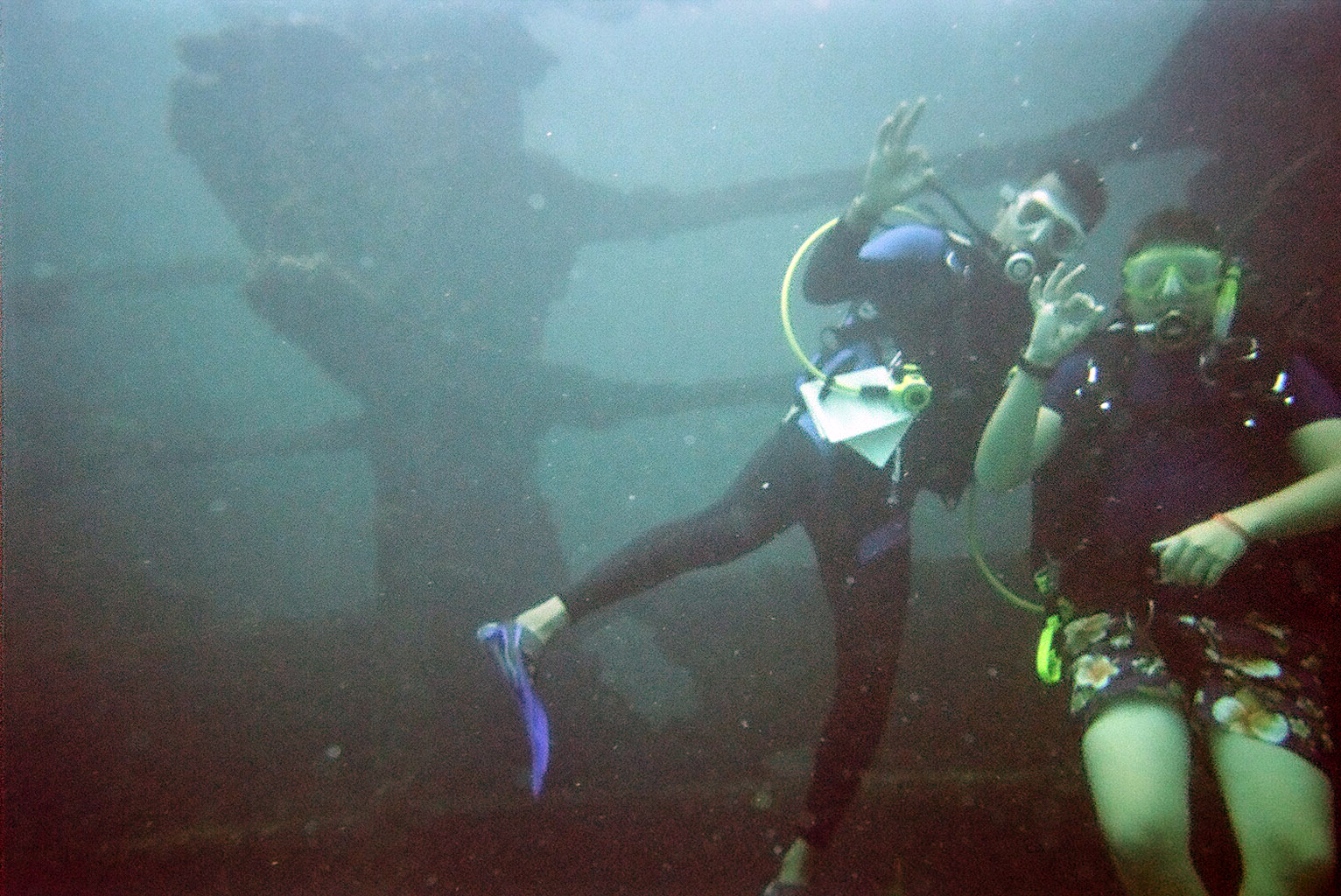
دو غواص در حال ارائه علامت «اوکی» با دست در یک کشتی غرق شده جمهوری دومینیکن.

غواصان نمی‌توانند در زیر آب صحبت کنند مگر دارای ماسک تمام صورت مجهز به رادیو باشند. اما غواصان می‌توانند ارتباط خود را با استفاده از علامت‌های دست برقرار سازند.

## خطرها
با توجه به بررسی‌های آماری سال ۱۹۷۰ آمریکایی شمالی، رانندگی با خودرو می‌تواند (در معیارهای مبتنی بر نفر به ساعت) ۹۶ بار خطرناک تر از غواصی باشد.
با توجه به مطالعه ژاپن در سال ۲۰۰۰، هر ساعت غواصی تفریحی می‌تواند ۳۶ تا ۶۲ بار ریسک کمتری از رانندگی با خودرو داشته باشد.
تفاوت بزرگ بین خطرهای ناشی از رانندگی و غواصی این است که غواصان کمتر در معرض خطر از غواصان دیگر نسبت به رانندگان از رانندگان دیگر دارند.

### آسیبهای تغییر فشار
غواصان باید از صدمات ناشی از تغییرات فشاری اجتناب کنند. وزن آب بالاسر غواص باعث افزایش فشار به نسبت افزایش عمق می‌گردد.
این تغییرات فشاری همراه با عمق، مواد قابل تراکم و فضاهای پر گاز بدن را که تمایل به تغییر حجم دارند فشرده کرده که می‌تواند باغث صدمه و آسیبهائی گردد که آسیب‌های فشار یا باراتوروما نامیده می‌شوند که می‌تواند کاملاً دردناک باشد و حتی در مواردی به‌طور جدی کشنده محسوب گردند. ای آسیب‌ها در موارد شدید باعث پارگی ریه یا پرده گوش یا حتی صدمه به سینوس‌ها می‌شوند.
برای جلوگیری از باراتوروما، غواص باید فشار را در تمام فضاهای هوای بدن خود با فشار آب اطراف به هنگام تغییر عمق یکسان سازد. برابرسازی فشار درونی و بیرونی گوش میانی و سینوس با استفاده از تکنیک‌های مختلفی انجام پذیرفته که به آن برداشت فشار یا یکسانسازی گوش می‌گویند.
فشار درون ماسک‌های غواصی را می‌توان به هنگام پائین رفتن و با دمیدن دوره‌ای از طریق بینی در آن یکسان‌سازی نمود. در طی بالا آمدن به‌طور خودکار با نشت هوای بیش از حد از دور لبه‌ها یکسان‌سازی امکان می‌پذیرد.
در صورت پوشیدن درای سوت نیز غواص باید فشار هوای درون آن را با فشار بیرون یکسان سازد. در غیر این صورت دچار اسیبهائی خواهد گردید.
اگر چه خطراتی در غواصی وجود دارد، اما غواصان می‌تواند از طریق انتخاب و استفاده مناسب از تجهیزات آن را کاهش دهند. در این رابطه باید مهارت‌های لازم را با آموزش‌های مختلف به دست آورد.

### اثرهای تنفس گاز فشرده

#### بیماری تراکم زدائی
قرار گرفتن طولانی مدت در معرض گازهای تنفسی غیر متابولیک مانند نیتروژن یا هلیم (که در این زمینه به عنوان گازهای بی‌اثر به آن اشاره شده‌است) در فشار بالا می‌توانند آن گاز را در خون حل و با جریان خون به آلوئول انتقال داده و از طریق مویرگ‌ها به سایر بافت‌های بدن منتقل گرداند و در نتیجه آن گاز را در بافت‌های بدن ذخیره کند. این فرایند اشباع نام دارد که دارای اثری بسیار آهسته بر غواص است.
با این حال هنگامی که فشار در طول بالا آمدن کاهش می‌یابد، مقدار از گازهای بی‌اثر محلول می‌تواند از بافت‌ها دفع شده و کاهش یابد. در نتیجه کاهش فشار گازهای بی‌اثر در ریه‌ها در طول بالا آمدن، گاز حل شده از ریه‌ها و توسط بازدم دفع می‌گردد. این فرایند توسط قانون هنری به خوبی توصیف گردیده‌است.
تا زمانی که این روند به صورت تدریجی و آهسته باشد، همه چیز به خوبی پیش خواهد رفت. مشکل زمانی ناشی می‌شود که فشار با سرعت بیشتری کاهش یافته و مکانیسم دفع ناگهانی انجام پذیرد در این هنگام، حباب‌ها ممکن است در بافت‌ها رشد یافته و باعث آسیب‌های فشاری یا مسدود کردن رگ‌های خونی کوچک، بستن جریان خون و در نتیجه ایجاد بیماری تراکم زدائی گردد.
بیماری تراکم زدائی باید در اسرع وقت درمان گردد. درمان قطعی این بیماری معمولاً با فشارگذاری دوباره در محفظه فشار گذاری و با اکسیژن درمانی همراه است.

#### نیتروژن نارکوسیس
نیتروژن نارکوسیس یا حالت بی‌حسی و خواب آلودگی نیتروژن نیز از دیگر بیماری‌های شایع است که مکانیسم آن بسیار شبیه به اکسید نیتروژن، یا «گاز خنده» است که به عنوان گاز بیهوشی استفاده می‌گردد و می‌تواند توانائی قضاوت را مختل و غواصی را در حالتی بسیار خطرناک قرار دهد.
نیتروژن می‌تواند در اعماق شدید باعث واکنشی توهم زا شود. ژاک ایو کوستو معروف آن را به عنوان «خلسه عمیق» می‌شناخت. حالت بی‌حسی و خواب آلودگی نیتروژن به سرعت رخ داده و به‌طور معمول در طی بالا آمدن ناپدید می‌شود. این بیماری در غواصان مختلف می‌تواند در عمق و شرایط مختلف متفاوت باشد. با این حال، غواصی با تری میکس یا هلیوکس به‌طور قابل توجهی اثر بی‌حسی و خواب آلودگی گاز را بی‌اثر می‌کند.
بی حالی زمانی شروع می‌شود که غواص در عمق ۶۶ فوتی (۲۰ متری) یا بیشتر است. در این عمق، حالت بی‌حسی و خواب آلودگی خود را آشکار نموده و به صورت سرگیجه خفیف بروز می‌نماید. افزایش اثرات آن با افزایش عمق ایجاد می‌شود و تقریباً تمامی غواصان متوجه اثرهای آن در عمق ۱۳۲ فوتی (۴۰ متری) می‌گردند. در این عمق، ممکن است غواصان احساس سرخوشی، اضطراب، از دست دادن هماهنگی و عدم تمرکز گردند.

#### مسمومیت با اکسیژن
مسمومیت اکسیژن زمانی اتفاق می‌افتد که فشار نسبی اکسیژن (PPO2) در بدن بیش از فشار نسبی مجاز آن می‌گردد و در موارد شدید بر سیستم عصبی مرکزی تأثیر می‌گذارد و باعث تشنج شده که می‌تواند در نتیجه غرق شدن غواص گردد. مسمومیت اکسیژن قابل پیشگیری است و نباید اجازه داد تا فشار نسبی اکسیژن از ۱٫۴ بار فراتر رود.

### پیش‌گیری از دست دادن دمای بدن

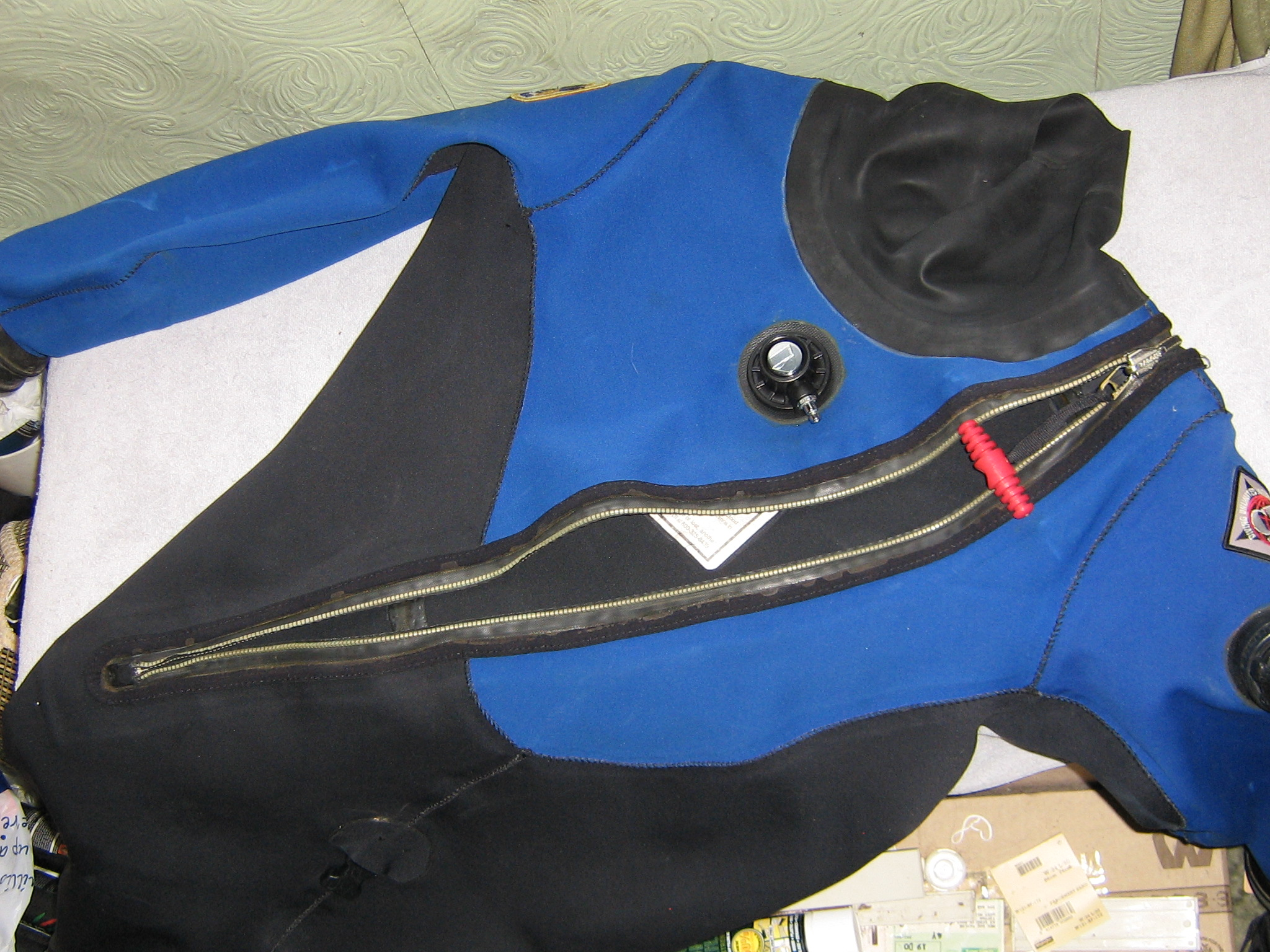
درای سوت برای جلوگیری ازدست دادن دما

آب خاصیت هدایت حرارتی ۲۵ بار بهتر از هوا را دارد که غواص می‌تواند به هیپوترمی منجر شود. این عارضه قضاوت را مختل و زبردستی را از بین می‌برد که می‌تواند مرگبار باشد. برای پیش‌گیری از دست دادن دمای بدن، باید از پوشش‌های معمول استفاده نمود.

### پیش‌گیری از جراحتهای سطحی

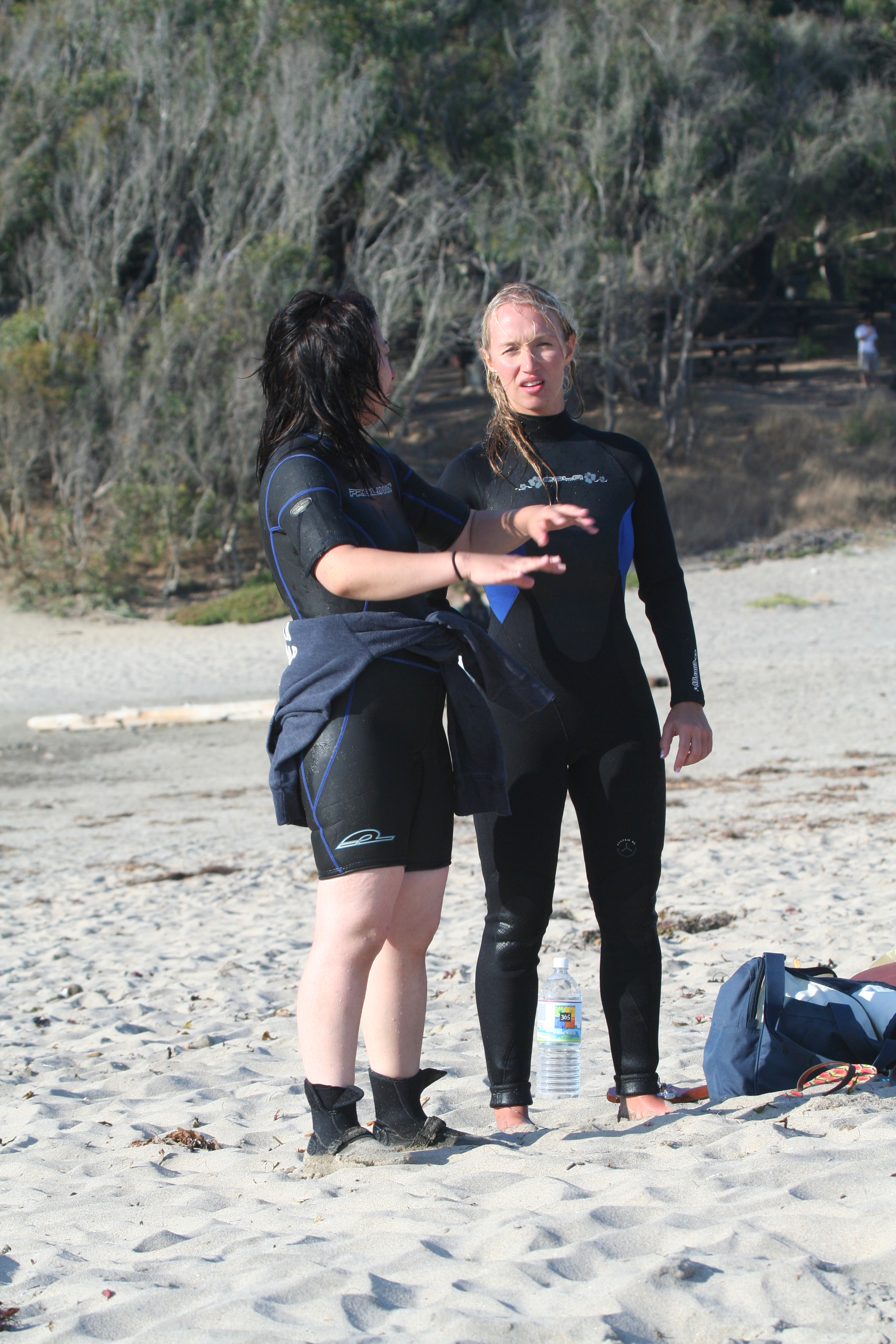
وت سوت

لباس غواصی جلوگیری از جراحت‌های پوستی به هنگام غواص توسط اشیاء تیز یا زبر در زیر آب به کار می‌روند، حیوانات دریایی، مرجان‌ها یا بقایای فلزی که معمولاً در کشتی‌های غرق شده یافت می‌شود می‌توانند بسیار آسیب زننده باشند.

### غواصی عمیق و طولانی ایمن
تکنیک‌های گوناگونی برای افزایش زمان غواصی و طولانی‌تر نمودن مدت آن وجود دارد:
غواصی فنی—برای غواصی عمیق‌تر از ۴۰ متر (۱۳۰ فوت) با استفاده از گازهای مخلوط یا ورود به محیط‌های سرپوشیده مانند (غارها یا کشتی‌های غرق شده)
غواصی تغذیه از سطح—با استفاده از گازهای تنفسی عرضه شده از سطح آب.
غواصی اشباع—استفاده طولانی مدت از زیستگاه‌های تحت فشار زیر آب و برداشت فشار تدریجی در طی چند روز در محفظه برداشت فشار.

## سازمان‌های آموزش دهنده غواصی
آموزش غواصی تفریحی و دریافت گواهینامه آن متمرکز در یک سازمان یا مختص به نهاد خاصی نیست. با این حال، تعداد زیادی از سازمان‌های آموزش غواصی در سراسر جهان وجود دارد که غواصان و مربیان غواصی را آموزش داده و برای آن‌ها گواهینامه غواصی صادر می‌کنند.
دیگر نهادهای آموزش دهنده غواصی در جهان عبارتند از:
موسسه آموزشی padi
یکی از پرطرفدارترین سیستم‌های آموزشی
[./https://www.tdisdi.com/ انجمن متخصصان غواصی tdisdi]
غواصی تکنیکال، غواصی تفریحی، غواصی نجات یک مجموعه کامل از آموزش‌های تخصصی غواصی
مدرسه‌های غواصی بین‌الملل SSI
ای سی یو سی ACUC گواهینامه زیر آب آمریکا کانادا (که قبلاً کانون شوراهای زیر آب کانادا بود) -- در سال ۱۹۶۹ در کانادا تأسیس و در سال ۱۹۸۴ گسترش یافت.
باشگاه زیر آبی بریتانیا BSAC—مستقر در انگلستان، که در سال ۱۹۵۳ تأسیس شده‌است و بزرگترین باشگاه غواصی در جهان است.
کنفدراسیون جهانی فعالیت‌های زیر آبی CMAS که به دست کاپیتان ژاک ایو کوستو در ۱۹۵۹ تأسیس گردید.
انجمن ملی مربیان زیر آب NAUI—مستقر در ایالات متحده

## جستارهای وابسته

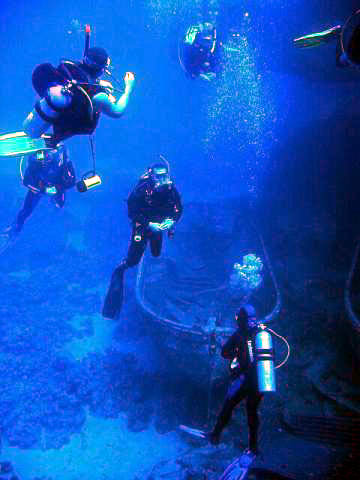
گروه غواصان اسکوبا